# Greux
Greux ist eine auf 270 Metern über Meereshöhe gelegene französische Gemeinde im Département Vosges in der Region Grand Est (bis 2015 Lothringen). Sie gehört zum Arrondissement Neufchâteau und zum Kanton Neufchâteau.

## Geographie, Infrastruktur
Der Vair mündet zwischen Greux und Moncel-sur-Vair in die Maas. Weitere Nachbargemeinden sind Goussaincourt im Norden, Brixey-aux-Chanoines im Nordosten, Maxey-sur-Meuse im Osten, Domrémy-la-Pucelle im Süden, Les Roises im Westen und Vouthon-Haut im Nordwesten.
Greux wird von der Route nationale 66 und der ehemaligen Route nationale 64 passiert.

## Bevölkerungsentwicklung
| Jahr      | 1962 | 1968 | 1975 | 1982 | 1990 | 1999 | 2008 | 2019 |
| --------- | ---- | ---- | ---- | ---- | ---- | ---- | ---- | ---- |
| Einwohner | 171  | 157  | 139  | 164  | 141  | 144  | 165  | 149  |

## Sehenswürdigkeiten
- Kapelle Bermont, Monument historique
- Kirche Saint-Maurice aus dem 12. Jahrhundert

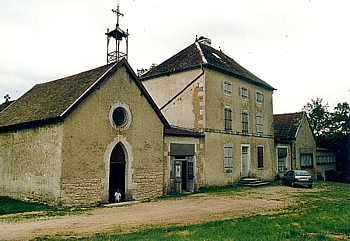
Chapelle de Bermont